# John Lockwood
John Keith Lockwood (* 20. Februar 1949 in Kapstadt) ist ein US-amerikanischer Jazzbassist südafrikanischer Herkunft.

## Ausbildung und Wirken
Lockwood zog 1973 in die USA, wo er bis 1978 am Berklee College of Music bei Bill Curtis, Henry Portnoi und Arthur Webb studierte. Er unterrichtete als Associate Professor Kontrabass, Jazz und Improvisation am New England Conservatory und Bass am Berklee College.
Lockwood spielte von 1979 bis 1981 bei Joe Henderson; von 1980 bis 1993 arbeitete er gelegentlich mit Gary Burton zusammen. Außerdem trat er ab 1982 mit Nick Brignola auf, mit dem er auch aufnahm. Seit 1984 ist er Mitglied der Jazzgruppe The Fringe, die George Garzone und Bob Gullotti mit Rich Appleman 1972 gegründet hatten. Daneben tourte er durch Europa und die USA mit Musikern wie Freddie Hubbard (1984–86) und der Mel Lewis Big Band. Er trat mit Pat Metheny, Dizzy Gillespie, Woody Shaw, Toots Thielemans, Stan Getz, Art Farmer, Benny Carter und Joe Maneri (Get Ready to Receive Yourself) auf, aber auch mit Sinfonieorchestern wie dem Buffalo Philharmonic Orchestra und dem Boston Pops.
Lockwoods Diskographie umfasst mehr als 100 Alben, darunter Aufnahmen mit Deborah Henson-Conant, Grace Kelly, Tony D'Avni, Laszlo Gardony, Scott Reeves, Zé Eduardo Nazário, Stefan Scaggiari und eine vierteilige Sammlung von Jazzstandards mit Miles Donahue.

## Lexikalischer Eintrag
- Gary W. Kennedy, Lockwood, John. The New Grove Dictionary of Jazz